# Virsliga 2010
La Virsliga 2010 es la 20.ª edición del torneo de fútbol más importante de Letonia que se jugó del mes abril al mes de noviembre y contó con la participación de 10 equipos.
El Skonto FC logra ganar su decimoquintó título de liga.

## Participantes
| Club           | Ciudad     | Estadio                            | Capacidad | Entrenador          |
| -------------- | ---------- | ---------------------------------- | --------- | ------------------- |
| FC Daugava     | Daugavpils | Daugava Stadium (Daugavpils)       | 3500      | Tamaz Pertia        |
| FK Jaunība     | Riga       | Daugava Stadium (Riga)             | 5000      | Sergejs Davidovs    |
| FK Jelgava     | Jelgava    | Zemgales Olimpiskais Sporta Centrs | 1560      | Dainis Kazakevičs   |
| FK Jūrmala-VV  | Jūrmala    | Slokas Stadium                     | 5000      | Vladimirs Babičevs  |
| FK Ventspils   | Ventspils  | Olimpiskais Stadium                | 3200      | Nunzio Zavettieri   |
| JFK Olimps/RFS | Riga       | Latvijas Universitates Stadions    | 5000      | Mihails Miholaps    |
| Metalurgs      | Liepāja    | Daugava Stadium (Liepāja)          | 5500      | Rüdiger Abramczik   |
| SK Blāzma      | Rēzekne    | Sporta Aģentūras Stadions          | 3000      | Eriks Grigjans      |
| Skonto FC      | Riga       | Skonto Stadium                     | 10,000    | Aleksandrs Starkovs |
| FC Tranzit     | Ventspils  | Ventspils 2. pamatskolas stadions  | 500       | Igor Kichigin       |

## Clasificación
| Pos. | Equipo                 | Pts. | PJ | G  | E | P  | GF | GC | Dif. | Clasificación o descenso                      |
| ---- | ---------------------- | ---- | -- | -- | - | -- | -- | -- | ---- | --------------------------------------------- |
| 1    | Skonto (C)             | 69   | 27 | 22 | 3 | 2  | 86 | 16 | +70  | Segunda Ronda Clasificatoria Champions League |
| 2    | Ventspils              | 63   | 27 | 20 | 3 | 4  | 68 | 18 | +50  | Segunda Ronda Clasificatoria Europa League    |
| 3    | Liepājas Metalurgs     | 61   | 27 | 19 | 4 | 4  | 70 | 20 | +50  | Segunda Ronda Clasificatoria Europa League    |
| 4    | Daugava Daugavpils     | 56   | 27 | 16 | 8 | 3  | 35 | 16 | +19  | Primera Ronda Clasificatoria Europa League    |
| 5    | Jūrmala-VV             | 28   | 27 | 8  | 4 | 15 | 30 | 45 | −15  |                                               |
| 6    | Jelgava                | 25   | 27 | 6  | 7 | 14 | 36 | 45 | −9   |                                               |
| 7    | Blāzma Rēzekne         | 24   | 27 | 7  | 3 | 17 | 27 | 57 | −30  |                                               |
| 8    | Olimps/RFS             | 21   | 27 | 5  | 6 | 16 | 31 | 63 | −32  |                                               |
| 9    | Tranzīts Ventspils (D) | 19   | 27 | 5  | 4 | 18 | 17 | 56 | −39  | Playoff de Descenso                           |
| 10   | Jaunība Rīga (D)       | 16   | 27 | 4  | 4 | 19 | 16 | 80 | −64  | Descenso a la Primera Liga de Letonia         |

 Fuente: Latvian Football Federation (en letón)
Criterios de clasificación: 1) Puntos; 2) Puntos entre sí; 3) Gol diferencia entre sí; 4) Total de victorias; 5) Gol diferencia; 6) Total del goles
Notas:
1. 1 2  Ventspils ganó la Latvian Football Cup 2010/11 y clasificó a la Segunda Ronda Clasificatoria de la UEFA Europa League, por lo que el cuarto lugar Daugava Daugavpils clasificó a la Primera Ronda Clasificatoria.

## Resultados

### Primeras Vueltas
| Local \ Visitante     | BLĀ | DGD | JAU | JEL | JVV | LIE | RFS | SKO | TRA | VEN |
| --------------------- | --- | --- | --- | --- | --- | --- | --- | --- | --- | --- |
| Blāzma Rēzekne        |     | 3–1 | 1–2 | 0–0 | 0–4 | 1–4 | 2–0 | 1–3 | 2–0 | 0–5 |
| FC Daugava Daugavpils | 2–0 |     | 1–0 | 1–1 | 1–0 | 1–1 | 2–0 | 1–1 | 2–0 | 1–0 |
| Jaunība Rīga          | 0–1 | 1–1 |     | 1–1 | 0–2 | 2–3 | 0–9 | 0–3 | 1–0 | 0–5 |
| Jelgava               | 4–0 | 3–3 | 4–1 |     | 1–2 | 1–2 | 4–0 | 0–5 | 2–1 | 1–2 |
| FK Jūrmala-VV         | 0–0 | 0–1 | 0–1 | 2–1 |     | 1–2 | 2–2 | 0–4 | 2–1 | 1–4 |
| SK Liepājas Metalurgs | 4–0 | 0–1 | 4–0 | 3–1 | 1–2 |     | 4–0 | 1–2 | 2–0 | 0–0 |
| Olimps/RFS            | 2–1 | 1–1 | 2–2 | 2–1 | 0–2 | 0–3 |     | 1–3 | 0–1 | 0–3 |
| Skonto FC             | 6–0 | 1–0 | 7–0 | 4–1 | 4–2 | 0–0 | 6–1 |     | 5–0 | 1–0 |
| Tranzīts Ventspils    | 3–1 | 0–1 | 2–0 | 1–1 | 1–1 | 0–4 | 2–2 | 0–2 |     | 0–2 |
| Ventspils             | 1–0 | 1–1 | 5–0 | 2–1 | 1–0 | 2–4 | 7–0 | 2–1 | 2–0 |     |

### Partidos Extra
| Local \ Visitante     | BLĀ | DGD | JAU | JEL | JVV | LIE | RFS | SKO | TRA | VEN |
| --------------------- | --- | --- | --- | --- | --- | --- | --- | --- | --- | --- |
| Blāzma Rēzekne        |     |     |     |     | 2–1 | 2–3 | 1–1 | 1–4 |     |     |
| FC Daugava Daugavpils | 3–1 |     | 3–1 |     | 2–0 |     |     |     | 1–0 | 0–1 |
| Jaunība Rīga          | 0–4 |     |     | 0–1 |     |     | 2–2 |     | 0–1 |     |
| Jelgava               | 2–0 | 0–1 |     |     |     |     |     |     | 0–0 | 2–4 |
| FK Jūrmala-VV         |     |     | 0–1 | 1–1 |     | 1–4 | 0–3 | 0–2 |     |     |
| SK Liepājas Metalurgs |     | 0–0 | 8–0 | 3–0 |     |     | 2–1 | 1–2 |     |     |
| Olimps/RFS            |     | 0–2 |     | 2–1 |     |     |     |     | 0–2 | 0–3 |
| Skonto FC             |     | 0–1 | 6–0 | 2–1 |     |     | 4–0 |     |     | 2–2 |
| Tranzīts Ventspils    | 0–3 |     |     |     | 2–3 | 0–6 |     | 0–6 |     |     |
| Ventspils             | 2–0 |     | 4–1 |     | 3–1 | 0–1 |     |     | 5–0 |     |

### Playoff de Descenso
Al terminar la temporada, el equipo que terminó en noveno lugar, el Tranzīts Ventspils, supuestamente enfrentaría al subcampeón de la Primera Liga de Letonia, el FC Jūrmala, en una serie a dos partidos en donde el ganador jugaría en la primera división la próxima temporada. Sin embargo, antes de que el playoff iniciara, la LFF recibió información acerca del Tranzits en la que anunciaba que no jugaría el playoff y, por lo tanto, abandonaría su lugar en la Virsliga. A consecuencia de esto, el FC Jurmala asciende a la primera división automáticamente.

## Premios

### Jugadores del Mes
| Player of the Month | Player of the Month | Player of the Month |
| Mes                 | Nombre              | Club                |
| ------------------- | ------------------- | ------------------- |
| Abril               | Artūrs Karašausks   | Skonto              |
| Mayo                | Oļegs Malašenoks    | Jelgava             |
| Junio               | Nathan Júnior       | Skonto              |
| Julio               | Kaspars Dubra       | Skonto              |
| Agosto              | Jurijs Žigajevs     | Ventspils           |
| Septiembre          | Aleksandrs Cauņa    | Skonto              |
| Octubre/Noviembre   | Jurijs Žigajevs     | Ventspils           |

### Mejores por Posición
- Portero: Kaspars Ikstens (Skonto Riga)
- Defensa: Vitālijs Smirnovs (Skonto Riga)
- Mediocampista: Jurijs Žigajevs (Ventspils)
- Delantero: Nathan Júnior (Skonto Riga)
- Entrenador del Año: Aleksandrs Starkovs (Skonto Riga)
- Mejor Jugador Joven sub-21: Artūrs Zjuzins (Ventspils)
- Mejor Jugador del Año: Jurijs Žigajevs (Ventspils)

### Premios Colectivos
- Juego Limpio: Skonto Riga
- Organización de Mejores Partidos: Skonto Riga
- Mejor Árbitro: Andrejs Sipailo (central) y Harijs Gudermanis (asistente)